# Hala Barania

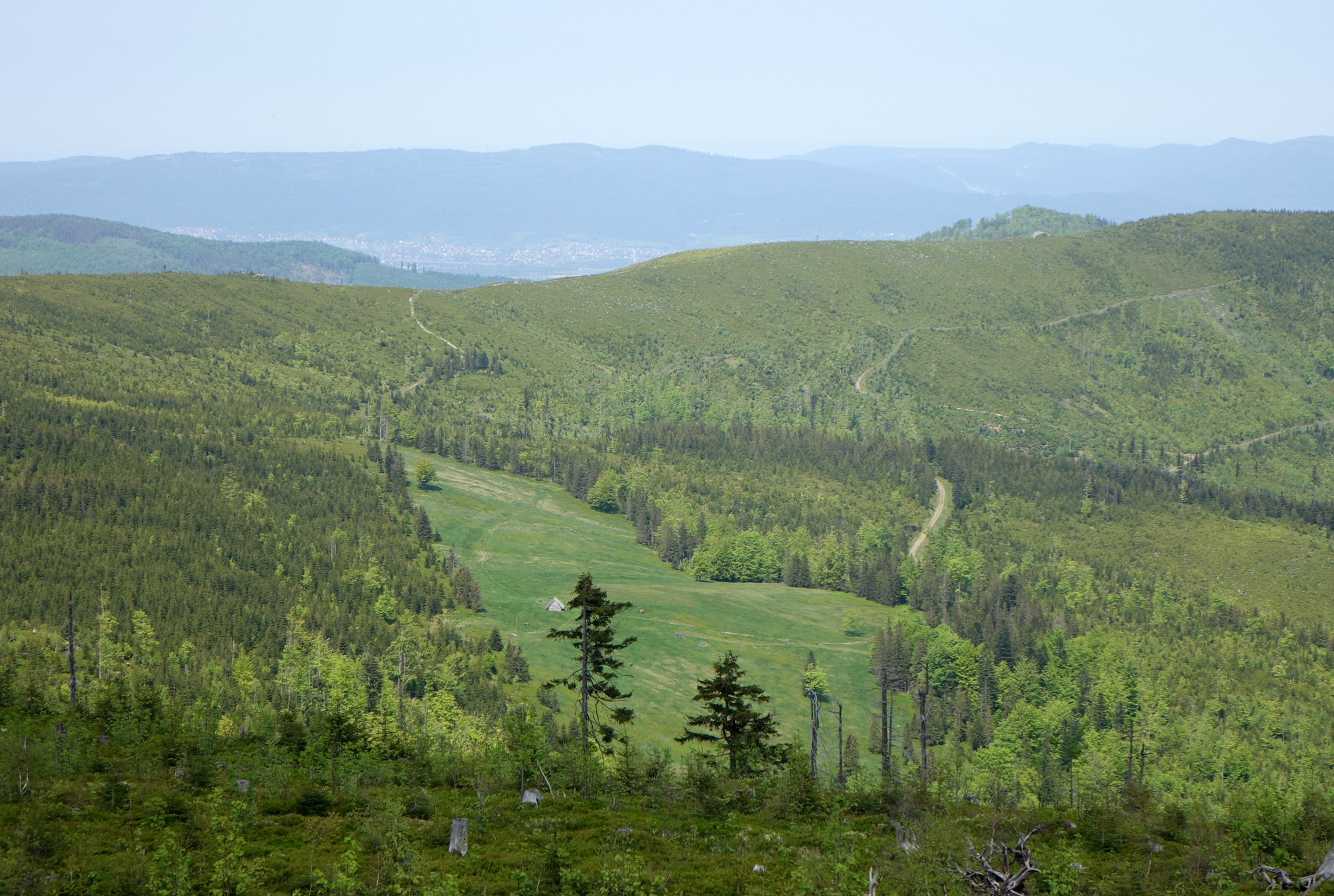
Widok na Halę Baranią z wieży widokowej na Baraniej Górze

Hala Barania (980 – 1045 m n.p.m.) – duża polana w Beskidzie Śląskim opadająca na wschód spod grzbietu łączącego Baranią Górę z Magurką Radziechowską. Administracyjnie leży na terenie Kamesznicy w województwie śląskim, w powiecie żywieckim, w gminie Milówka..
Od co najmniej XVII w. był to ruchliwy ośrodek gospodarki pasterskiej, obejmujący tereny aż po szczyt Baraniej Góry (z tego czasu pochodzi określenie „hala” w sensie terenu wypasowego). Okresowo wypasana była jeszcze po II wojnie światowej, obecnie mocno zarasta lasem. Z polany interesujący widok ku wschodowi, na Beskid Żywiecki: widać stąd dobrze masywy Romanki, Pilska i Lipowskiej oraz pasmo Babiej Góry.